# Дарън Гибсън
Дарън Томас Даниъл Гибсън (на английски: Darron Thomas Daniel Gibson) е атлетичен полузащитник със силен шут. Преминава в Манчестър Юнайтед на 1 юли 2004, дебютира срещу Барнет и вкарва първия си гол за Манчестър Юнайтед срещу Саутхемптън в ФА Къп. Играта му е сравнявана с тази на съотборника му Майкъл Карик. Има 5 мача за националния отбор на Северна Ирландия.

## Кариера в Манчестър Юнайтед
Дебютът на Гибсън в Юнайтед идва ден след неговия 18-и рожден ден, в мач от турнира за Карлинг Къп срещу Барнет през октомври 2005 г. Влиза през второто полувреме като заменя своя приятел от младежкия отбор Лий Мартин в 76-ата минута.
Във втория си сезон в Младежката Академия, Гибсън доказва че има място сред резервния отбор. Често е включван в отбора от треньора Рене Моленстийн през шампионския требъл сезон 2005/06 Гибсън изиграва 19 мача и вкарва два гола.
Високо оценяван на Олд Трафорд, през 2006/07 Гибсън е пратен в Антверп под наем за добиване на повече игрова практика, за да достигне желаното ниво.
Претърпява няколко леки контузии в коляното, но успява да се утвърди като титуляр в белгийския отбор, който се бори за промоция. В крайна сметка Антверп не успява да достигне желаното място в класирането, но Гибсън печели симпатиите на феновете със своята непримиримост и борбен дух.